# Erich Herker
Erich Herker   (Könnern, 25 de setembre de 1905 - Berlín, 2 de setembre de 1990) va ser un jugador d'hoquei sobre gel alemany que va competir durant la dècada de 1930.
El 1932 va prendre part en els Jocs Olímpics de Lake Placid, on guanyà la medalla de bronze en la competició d'hoquei sobre gel.